# Emma Stone
Emily Jean 'Emma' Stone (Scottsdale (Arizona), 6 november 1988) is een Amerikaans actrice. Ze is het bekendst van haar rollen in The Help (2011), La La Land (2016) en Cruella. Ze won onder meer twee Oscars, voor haar rollen in La La Land en in Poor Things.

## Levensloop
Voor Stone op televisie en in films verscheen, was ze in theaterproducties te zien. In 2004 was ze voor het eerst te zien op televisie in een realityserie waarin werd gezocht naar acteurs voor een remake van The Partridge Family. De daaruit voortvloeiende pilotaflevering The New Partridge Family was haar acteerdebuut, maar kreeg geen vervolg en ging de boeken in als televisiefilm. Na wat eenmalige verschijningen in de televisieseries Medium, The Suite Life of Zack and Cody, Malcolm in the Middle en Lucky Louie kreeg ze in 2007 een terugkerende rol als Violet Trimble in de miniserie Drive. In datzelfde jaar maakte ze haar debuut op het witte doek als Jules met een bijrol in de tienerkomedie Superbad.
Ze won in 2017 de Oscar en een Golden Globe voor haar hoofdrol in de filmkomedie La La Land. Ze werd in 2011 al een keer genomineerd voor zowel een Golden Globe voor haar hoofdrol in de romantische filmkomedie Easy A als voor een BAFTA Award in de categorie "rijzende ster" en in 2015 voor zowel een Oscar, een Golden Globe als een BAFTA Award voor haar bijrol in Birdman. Daarnaast werden haar meer dan veertig andere prijzen toegekend, waaronder zowel een National Board of Review Award, een Satellite Award als een Screen Actors Guild Award in 2011 (alle drie samen met de gehele cast van de dramafilm The Help) als de People's Choice Award voor favoriete filmactrice en favoriete komische actrice in 2012.

### Privé
Stone leidt haar leven graag buiten de spotlights. In 2010 kreeg ze een relatie met Andrew Garfield, met wie ze samen speelde in The Amazing Spider-Man. In 2015 ging het stel uit elkaar. Sinds 2017 heeft ze een relatie met Saturday Night Live segment director Dave McCary, die ze leerde kennen tijdens haar presentatie van het programma in 2016. Ze verloofden zich in december 2019, en trouwden een jaar later. In maart 2021 kreeg het stel hun eerste kind, een dochter.